# Sadhguru
Jagadish „Jaggi” Vasudev (ur. 3 września 1957 w Mysuru), znany jako Sadhguru – indyjski jogin, mistyk oraz autor. Jest założycielem organizacji pozarządowej Isha Foundation z siedzibą w Coimbatore w Indiach prowadzącej aśram, programy jogi i edukację na terenach wiejskich. Jest także inicjatorem kampanii i ruchów społecznych skupionych na ochronie środowiska m.in.: Rally for Rivers czy Save Soil. Jest autorem kilkudziesięciu książek, w tym bestselerów New York Times m.in.: Inżynieria wnętrza. Z joginem po radość życia.
W roku 2012 został umieszczony na liście stu najbardziej wpływowych mieszkańców Indii przez gazetę Indian Express.